# Artur Antonowitsch Anatra

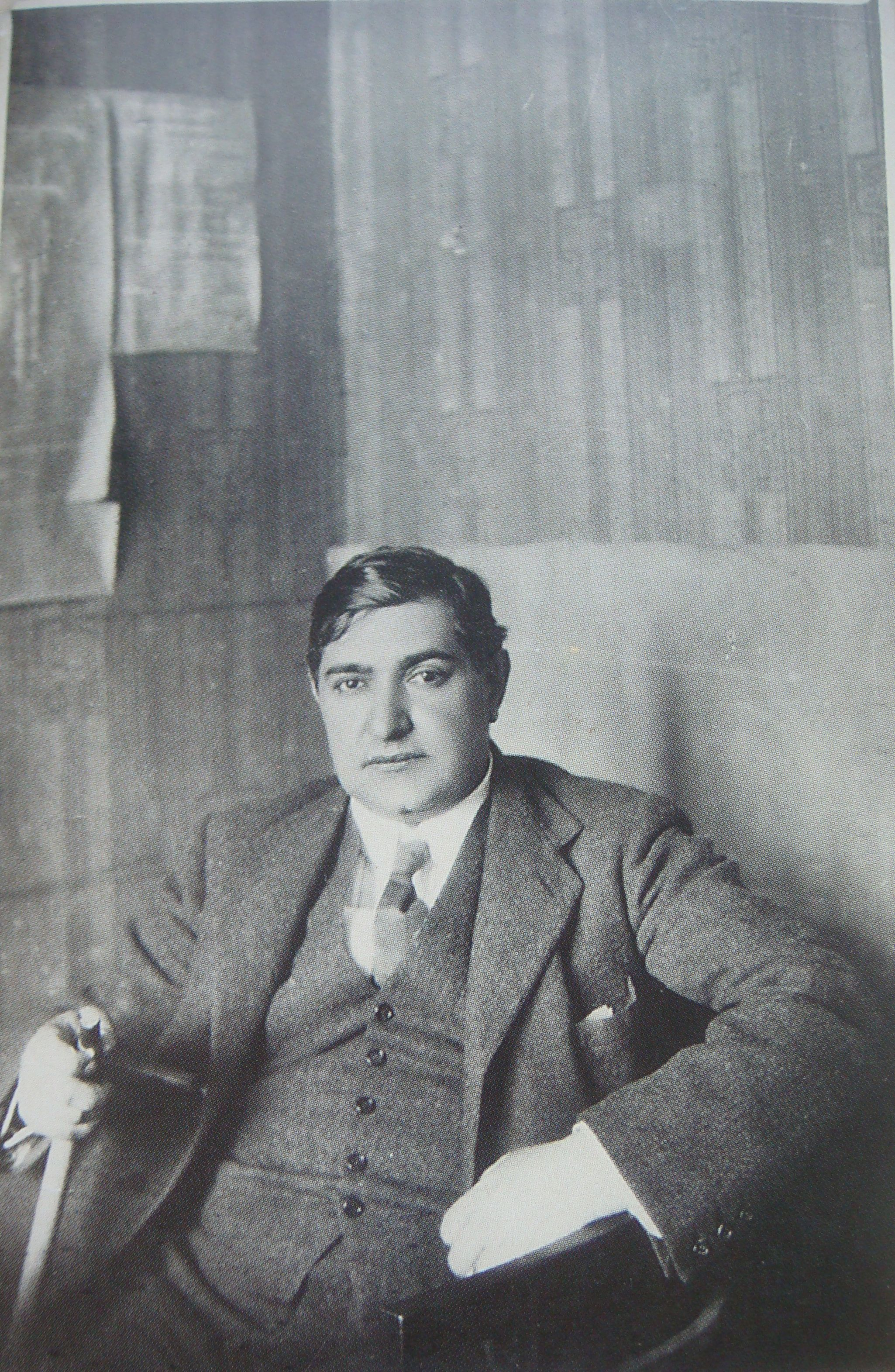
Artur Antonowitsch Anatra

Artur Antonowitsch Anatra (russisch Артур Антонович Анатра; * 29. Dezember 1878 in Odessa; † 1. Januar 1942 in Frankreich) war ein russischer Unternehmer und Luftfahrtpionier.

## Leben
Anatras Urgroßvater war der sizilianische Kapitän Giuseppe Anatra, der italienische Waren nach Odessa brachte. Der Großvater Angelo Anatra (* 1807 in Palermo) ließ sich als junger Matrose Anfang der 1820er Jahre mit seiner Frau Teresa Landasi in Odessa nieder. Anfangs baute er Boote und brachte die Ladungen der großen Handelsschiffe auf der Reede in den Hafen. Zusammen mit Luigi Mocco weitete er dann seine Geschäftstätigkeit aus. Er wurde Kaufmann, Hausbesitzer, gründete eine Stauerei-Gesellschaft und eine Reederei, übernahm öffentliche Ämter, widmete sich der Wohltätigkeit und starb 1860 in Messina, wo ein Denkmal Rocco Larussas an ihn erinnert. Anatras Vater Antonio Anatra (1841–1896) führte mit seinen Brüdern Angelo, Giuseppe und Bartolomeo das Familienunternehmen fort, erweiterten es zu einem Import-Export-Unternehmen für ukrainisches Getreide und britische Kohle, dessen Dampfschifffahrtsgesellschaft eine der bedeutendsten privaten Schifffahrtsgesellschaften des Schwarzen Meeres wurde und erfolgreich mit der ROPiT konkurrierte.
Artur Anatra besuchte das 2. Progymnasium und das 3. Gymnasium Odessas. 1899 begann er in Odessa das Studium an der Kaiserlichen Neurussischen Universität in der Naturwissenschaftlichen Abteilung der Physikalisch-Mathematischen Fakultät. Er war aktives Mitglied der Gesellschaft zur Förderung des akademischen Lebens in der Neurussischen Universität. Er betätigte sich als Wohltäter und unterstützte den technischen Fortschritt in Odessa. Er eröffnete das erste ständige Kino der Stadt. Er war Vorsitzender der Neurussischen Gesellschaft für Brieftaubensport. 1907 nahm Anatra an dem von ihm organisierten und bezahlten Automobilrennen Odessa-Mykolajiw mit 28 Automobilen teil, das eines der ersten im Russischen Kaiserreich war.
1908 gründete Anatra den Odessaer Aeroclub (AOK), dessen Präsident zunächst General Nikolai Platonowitsch Sarubajew und dann Anatra war. 1909 wurde Anatras persönlicher Chauffeur der italienische Mechaniker Bartolomeo Cattaneo, der für Anatra in Frankreich zwei Blériot-Flugzeuge kaufte. Im März 1910 fand auf dem Odessaer Hippodrom mit mehr als 50.000 Zuschauern die erste Flugschau des Piloten Michail Nikiforowitsch Jefimow statt, den Baron Iwan Spiridonowitsch Xidias 1909 nach Mourmelon-le-Grand zur Ausbildung bei Henri Farman geschickt hatte. Beim dritten Flug flog Anatra als erster Fluggast mit. Auf Anatras Initiative wurde mit Unterstützung General Sarubajews im Juni 1910 beim OAK die kostenlose Militärflugschule gegründet. Als Übungsgelände stellte die Neurussische Pferdezuchtgesellschaft, deren Vizepräsident Anatra war, das Hippodrom zur Verfügung, auf dem ein Hangar errichtet wurde. Chef der Schule wurde der Marineoffizier Charlampi Fjodorowitsch Stamatjew. 1911 wurde die Schule für kostenpflichtige Zivilpersonen geöffnet, und Anatra wurde OAK-Ehrenmitglied.

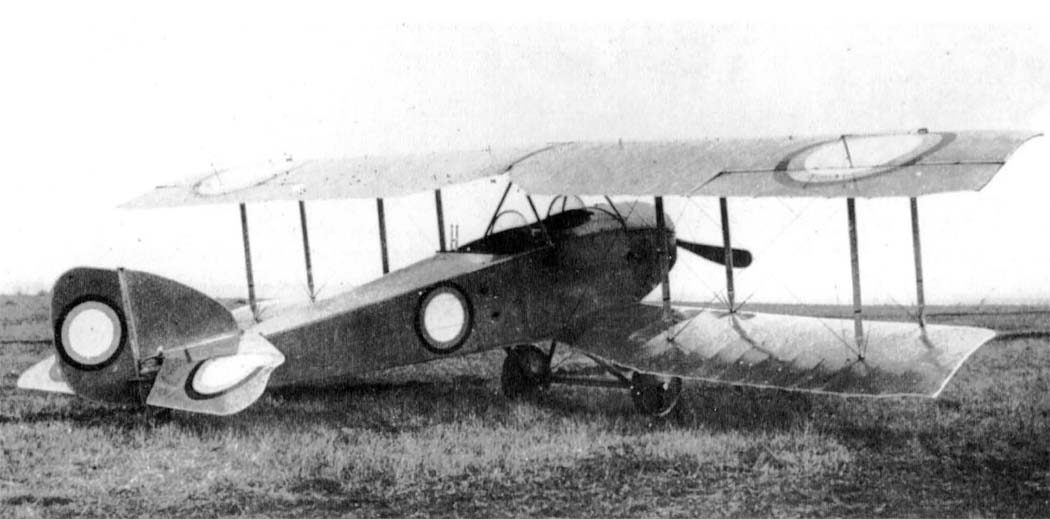
Anade (Anatra-D)

Für die Reparatur der Flugzeuge richtete Anatra eine Reparaturwerkstatt ein. Er kaufte ein Gelände für den Flugplatz und die Werkstatt. Im Juni 1913 wurden 5 Farman-IV-Flugzeuge bestellt, die nun in Lizenz dort gebaut und im November 1913 ausgeliefert wurden. Daraus entwickelte sich das Anatra-Flugzeugwerk, in dem 1914 Farman-, Voisin-, Morane- und Nieuport-Flugzeuge montiert wurden (5 Stück pro Monat). Daneben wurden Segelflugzeuge eigener Konstruktion und leichte Motorräder gebaut und Autos repariert. Im Sommer 1915 begann in einem eigenen Konstruktionsbüro mit französischen Fachleuten die Entwicklung eigener Flugzeuge. Anatra erwarb von Aviatik das Projekt R-20, das zum Prototyp Anade (Anatra-D) führte. Nach Beginn des Ersten Weltkriegs erhielt Anatra große Regierungsaufträge. Für die Beförderung der Arbeiter zum 12 Werst von Odessa entfernten Werk ließ er eine Eisenbahnlinie bauen und kaufte zwei Dampflokomotiven und einige Personenwagen. 1916 erhielt Anatra den Auftrag für 700 Anatra-D-, 100 Nieuport 17- und 200 Farman-Flugzeuge. Als im selben Jahr Rumänien in den Krieg eintrat, gründete Anatra in Simferopol ein Zweigwerk, wo er bereits 1914 ein Gelände gekauft hatte.
Nach der Oktoberrevolution beschloss der Rat der Volkskommissare unter dem Vorsitz Josef Stalins die Beschlagnahme des Anatra-Flugzeugwerks in Simferopol. Die Produktion in Odessa war schon vorher zum Stillstand gekommen. Wegen fehlender Aufträge bot Anatra im Februar 1918 der Verwaltung der Militärluftflotte an, einen Teil der noch nicht fertigen Anatra-Flugzeuge als Postflugzeuge fertigzustellen. Das Angebot wurde wegen des beginnenden Russischen Bürgerkriegs als unzeitgemäß abgelehnt. Ende Februar 1918 flog vom Odessaer Flugschulplatz das erste Postflugzeug im bisherigen Russischen Kaiserreich nach Jekaterinoslaw. Als im März 1918 Odessa von österreich-ungarischen Truppen besetzt wurde. gab es im Anatra-Werk 242 fertige Flugzeuge (68 Farman, 63 Anade, 111 Anasal (Anatra DS)) und 149 unfertige Anasal.  Im April 1918 wurde nach Probeflügen eine Anasal mit der Bezeichnung Anatra C.1 als österreichisch-ungarisches Trainingsflugzeug benutzt. Im Mai 1918 erhielt Anatra von der österreichisch-ungarischen Armee den Auftrag zur Lieferung von 200 Anasal, dessen Ausführung jedoch von den Arbeitern sabotiert wurde. Als im Juni 1918 nach dem Brand von 20 transportfertigen Flugzeugen der sozialdemokratische Arbeiter Pawlow nach einem Militärgerichtsverfahren erschossen wurde, kam es zu einem Proteststreik der gesamten Belegschaft. Trotzdem wurden bis Oktober 1918 180 Flugzeuge ausgeliefert. Daneben organisierte Anatra einen Lufttaxidienst mit fünf Flugzeugen im besetzten Odessa. Als ab November 1918 Entente-Truppen in Odessa erschienen, wurde die Produktion im Anatra-Werk eingestellt. Bereits im Juni 1918 waren vom Rat der Volkskommissare alle Luftfahrtwerke im sowjetischen Russland zum Staatseigentum erklärt worden. Anatra sah in der neuen Realität keine Möglichkeiten mehr für eine unternehmerische Tätigkeit und emigrierte Anfang 1919 auf einem eigenen Schiff.

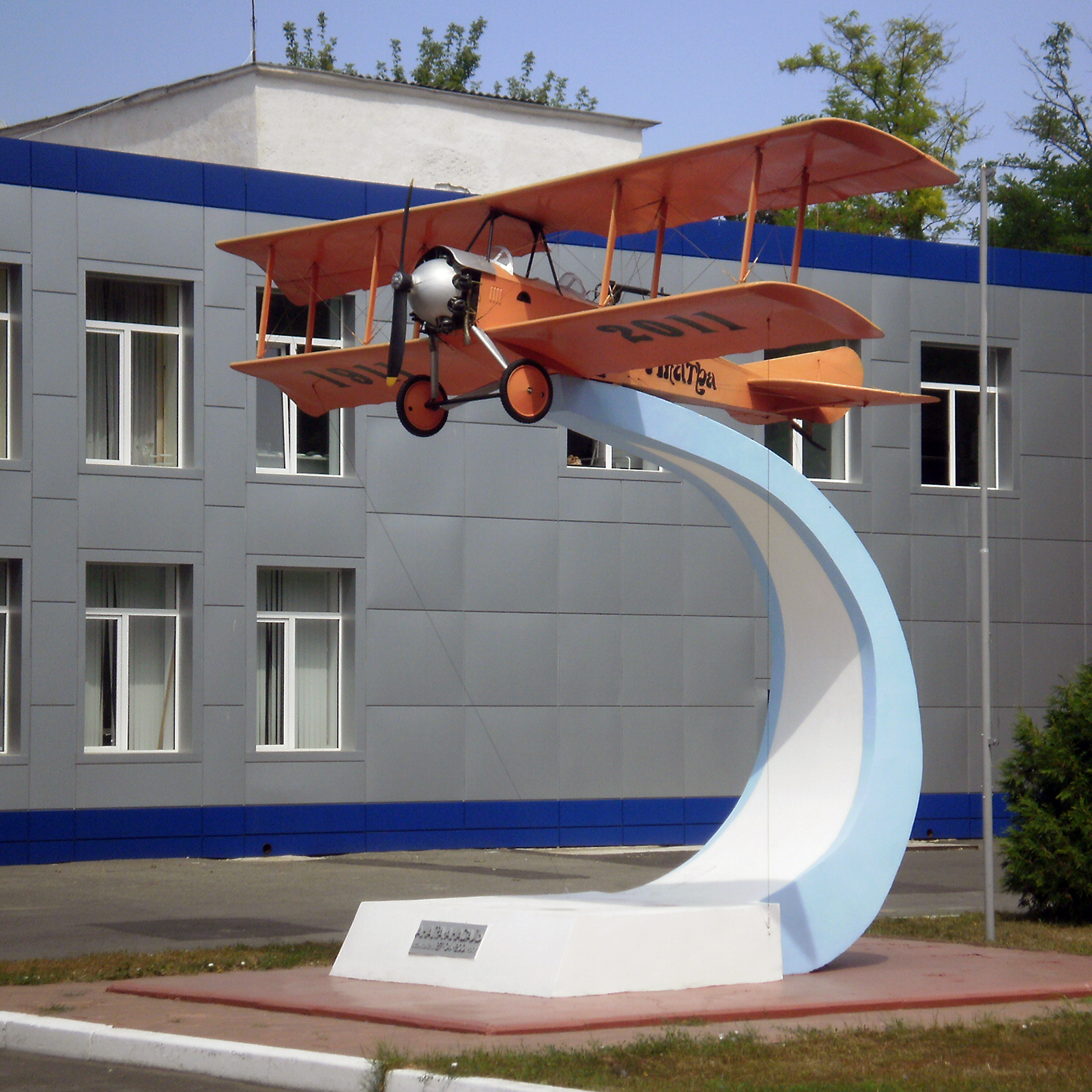
Anasal-Denkmal, Flugzeugwerk Odessa

Das ehemalige Anatra-Werk in Odessa wurde als Flugzeugreparaturwerk der Luftstreitkräfte der Sowjetunion weitergeführt. 1999 wurde dort ein Denkmal mit Anatras Büste aufgestellt. Die Nationalbank der Ukraine stiftete einen Anatra-Orden für verdiente Mitarbeiter des Odessaer Luftfahrtwerks. 2001 wurde am Odessaer Luftfahrtwerk ein Denkmal mit dem 1:2-Modell der Anasal Anatras aufgestellt. Ab 2012 wurde das Werk modernisiert, um Jagdflugzeuge für die NATO zu produzieren. Ein Mikrorajon Simferopols heißt Anatra.

## Ehrungen
- Orden des Heiligen Wladimir IV. Klasse (1912)[4]
- Orden der Krone von Rumänien III. Klasse